# SI基本単位の再定義 (2019年)
SI基本単位の再定義（SIきほんたんいのさいていぎ、英: en:2019 redefinition of the SI base units）とは、2018年の第26回国際度量衡総会で採択されたSI基本単位の根本的な再定義である。
国際度量衡委員会 (CIPM) はSI基本単位の定義を改訂する決議案を提案していた。この提案は2018年11月16日に第26回国際度量衡総会（CGPM）で決議・承認された。この結果、SI基本単位はそれまでの人工物による定義から全面的に解放され、より根源的な自然法則に基づく定義に移行した。この決議に基づく国際単位系は2019年5月20日より施行されている。この日は1875年にメートル条約が締結された日であり、これにちなむ世界計量記念日である。
本記事の記述は、主として国際単位系の第9版 Ver.2.01とその日本語版を基にしている。

## 改定の意義
かつて、度量衡としてのメートル法は、一貫性のある単位系である国際単位系（SI）の1960年の採択・発効によって大きく変化した。SIは定義された7つのSI基本単位と、SI基本単位から組立てられた20の組立単位により構成されている。これらの単位系は一貫性を持ったシステムとして構築されている。
SI基本単位の定義は、かつてはメートル原器やキログラム原器、天体の運動などに依存していた。原器類は人の手による有形的存在であり、普遍的な単位を定める為に十分な「不変の存在」とは言い難い。自転周期や公転周期といった天体の運動にかかわる数値も、長い時を経ていずれは変化を受ける。そこで、これまでのSIの改訂によって、たとえば、天体の運動を秒（時間の単位）の定義から排し、メートル原器をメートル（長さの単位）の定義に用いないようするなど、よりSIの理念に沿うように単位の定義の改訂を重ねてきた。
今回の国際度量衡総会による採択による新しい定義では、基本単位の導出おいて基本的な自然法則にあらわれる物理定数や特定の物質に固有の物性量の値ついて、これらを定義された固定値（不確かさを一切含まない値）としてまず定義している。そのうえで、これらの物理定数や物性値に整合するように、新しい単位の定義が定めらるようになった。
| 単位 | 旧定義で参照・使用する値の数 | 旧定義で参照・使用する値の数 | 旧定義で参照・使用する値の数 | 旧定義で参照・使用する値の数 | 新定義で参照・使用する値の数 | 新定義で参照・使用する値の数 | 新定義で参照・使用する値の数 | 新定義で参照・使用する値の数 |
| 単位 | 人工物                       | 物性値                       | 物理定数                     | 依存する単位                 | 人工物                       | 物性値                       | 物理定数                     | 依存する単位                 |
| ---- | ---------------------------- | ---------------------------- | ---------------------------- | ---------------------------- | ---------------------------- | ---------------------------- | ---------------------------- | ---------------------------- |
| s    | 0                            | 1 (Δν133Cs)                  | 0                            | 0                            | 0                            | 1 (Δν133Cs)                  | 0                            | 0                            |
| m    | 0                            | 0                            | 1 (c)                        | 1 (s)                        | 0                            | 0                            | 1 (c)                        | 1 (s)                        |
| kg   | 1 (原器)                     | 0                            | 0                            | 0                            | 0                            | 0                            | 1 (h)                        | 2 (s, m)                     |
| A    | 0                            | 0                            | 1 (μ0)                       | 3 (s, m, kg)                 | 0                            | 0                            | 1 (e)                        | 1 (s)                        |
| K    | 0                            | 1 (TTPW)                     | 0                            | 0                            | 0                            | 0                            | 1 (kB)                       | 3 (s, m, kg)                 |
| mol  | 0                            | 1 (m12C)                     | 0                            | 1 (kg)                       | 0                            | 0                            | 1 (NA)                       | 0                            |
| cd   | 0                            | 0                            | 1 (Kcd)                      | 3 (s, m, kg)                 | 0                            | 0                            | 1 (Kcd)                      | 3 (s, m, kg)                 |

旧定義および新定義において、それぞれの単位が定義に使用している人工物、物質の物性値、物理定数の数を表に示した。あわせて、その定義に必要な他の単位の定義の数も示した。今回の改訂で定義値として定められている物理定数および物性値は7つあり、これらに対応するSI基本単位も7つある。
このなかで、今回大きな改訂があったもののひとつはキログラム（質量の単位）の定義である。改訂前の定義には、SIのなかで唯一の有形的存在である原器（国際キログラム原器）が未だに用いられていた。今回のSI基本単位の再定義では、キログラムはプランク定数（量子力学の基本的な物理定数のひとつ）を固定値とすることで定義されており、国際キログラム原器は不要となった。この結果、旧定義において既に自然法則（物理定数や物性値）でより厳格化された秒やメートルなどに続き、キログラムも同じ理念のもとに普遍的な定義へと移行した。さらに、ケルビンやモルでは、物性値に拠る定義を廃止し、物理定数を用いた定義へと変更された。
かつてのメートル法の時代では、光速が不変だとさえ認識されていなかったが、相対性理論が十分に普及した1983年の改訂によって、定数としての光速を用いる定義へと至った。今回（2019年）の改訂では、量子力学や統計力学でそれぞれ基本定数であるプランク定数とボルツマン定数等が採用され、自然科学の発展による成果がさらにSIに取り込まれることとなった。この改訂の結果として、SI基本単位のなかで特定の物質（物性値）に依存する単位は、時間を表す秒だけとなった。一方で、モル以外のすべての単位は、秒すなわちセシウム133の物性値 (原子スペクトルの周波数)に依存することになった。SIから「物質」であるセシウムを追放することが、次なる改訂では重要な議題になるだろうとの指摘もある。これまでのSIでは、相対性理論や量子力学といったそれまでの科学に大きなパラダイムの変化をもたらした発見が、改訂に反映されてきた。もし、いつかSIの秒の定義が特定の物質に拠らなくなるとしたら、それは自然科学がさらなる段階に至ったときではないかとも予想されている。

## 背景と経緯
長さの単位のメートルの定義は1960年に国際メートル原器から光の速度（光速）に拠るものに置き換えられている。それ以降、SI基本単位の中で定義が人工の有形的存在に由来するものはキログラムのみとなった。年を重ねるにつれて、キログラムの定義となっている国際キログラム原器の質量に、1年で最大 20×10−9 キログラムの変化があることが分かってきた。これを受けた1999年の第21回 国際度量衡総会 (CGPM)で、各国の研究機関に対し、キログラムを人工物によらずに定義する方法を研究するよう要請した。
温度の計測については、2007年に測温諮問委員会から国際度量衡委員会（CIPM）にて、「温度の現行の定義では20 K以下の低温および 1300 K以上の高温では十分な計測ができない」という報告がなされた。測温諮問委員会では、現行の水の三重点による定義よりもボルツマン定数を基準にした定義の方が、より正確に温度の計量ができ、低温や高温での計測困難性も克服できる、との意見が表明された。
2007年の第23回CGPMでは、CIPMに対し全ての単位を「定義値とされた物理定数」に基づく定義にするための調査が命じられた。翌年に、この方針は国際純粋・応用物理学連合 (IUPAP)にも承認された。やがて、2010年9月に開かれた単位諮問委員会 (CCU)において、2010年10月のCIPMに提出される決議およびSI文書変更について草案が作成された。しかしながら、2010年10月、CIPMは「草案は、第23回CGPMが要求した水準にはまだ満たないため、現時点ではCIPMは草案でのSIの改訂は提案しない」と決定した。
続く第24回CGPMにおいて、CIPMは検討事項として決議された内容を示し、新定義の詳細まだ定まってなかったものの、新しい定義への改訂についておおむね合意された。しかし、第25回CGPMでは、「提示されたデータは、新しいSIの定義を採択するには、十分頑強ではない」とされ、2018年に行われる次の第26回CGPM以降に改訂は延期された。このとき、次回CGPMでの検討に用いる新データは2017年7月1日までに受理された査読論文とすることが取り決められた。
第26回CGPMあたって、新たに得られたデータが研究者らにより蓄積され、科学技術データ委員会 (CODATA)がこれらを評価したところ、SIの再定義に必要な精度を有していると確認された。これを受けて2018年2月に、CIPMはCGPMに提出する決議案を決定した。この決議案は第26回CGPMの最終日に諮られ、決議・承認された。こうして、2018年11月16日に承認された新しいSIは、翌年の2019年5月20日に施行されることが決まり、現在に至っている。

### 日本の対応
CGPMで決議された新SIをうけ、日本では法令の対応が取られた。計量法第3条の規定に基づいた計量単位令 (平成4年政令第357号)は、計量単位令の一部を改正する政令 (令和元年5月17日政令第6号)により改正された。この政令の内容は、SIの再定義が発効する2019年5月20日より施行された。計量単位令の改正によって、キログラムとアンペア、ケルビン (およびセルシウス度)、モルの定義が、日本の法令上も改正された。ただし、定義の実用的な部分に変化のない秒、メートル、カンデラについての変更はない。

## 決議
単位諮問委員会（CCU）は現行の光速度のように、以下の4つの物理定数も新たに定義値とすることを提案し、2017年10月に4つの定数を発表した。定義値であるので、これらの数値には不確かさはない。
- プランク定数: h = 6.62607015×10−34 ジュール秒 (J s)
- 電気素量: e = 1.602176634×10−19 クーロン (C)
- ボルツマン定数: k = 1.380649×10−23 ジュール毎ケルビン (J K−1)
- アボガドロ定数: NA = 6.02214076×1023 毎モル (mol−1)

以下の物理定数については、これまで通り定義値であることに変更はなく、これらにも不確かさはない。
- 基底状態のセシウム133の超微細構造の遷移周波数: Δν(133Cs)hfs = 9192631770 ヘルツ (Hz)
- 光速度: c = 299792458 メートル毎秒 (m s−1)
- 540×1012 Hzの単色光の発光効率: Kcd = 683 ルーメン毎ワット (lm W−1)

組立単位（ジュール、クーロン、ヘルツ、ルーメン、ワット）を使用した場合、上記の物理量は基本単位を使用して以下のように書き表される。それぞれの数値はもちろん変わらないし、不確かさのない定義値であることも同じである。
- Δν(133Cs)hfs = 9192631770 s−1
- c = 299792458 m⋅s−1
- h = 6.62607015×10−34 kg⋅m2⋅s−1
- e = 1.602176634×10−19 A⋅s
- k = 1.380649×10−23 kg⋅m2⋅K−1⋅s−2
- NA = 6.02214076×1023 mol−1
- Kcd = 683 cd⋅sr⋅s3⋅kg−1⋅m−2

以上の物理定数や物質に固有の物性値によって、これらに整合するようSI単位が定義されることとなった（⇒単位の定義の詳細）。加えて、国際度量衡総会は、旧定義の単位取り扱いについて以下のように決議した。
- 国際キログラム原器は廃止し、現行のキログラムの定義は廃止される。
- 現行のアンペアの定義は廃止される。
- 現行のケルビンの定義は廃止される。
- 現行のモルの定義は改訂される。

## 基本単位の定義の変更
新しい国際単位系（SI）文書では、全ての基本単位の定義が改訂されている。それぞれの旧定義と新定義を以下の各節に示した。特に断りのないかぎり、掲載した定義文の和訳は産業技術総合研究所 計量標準総合センターによるものである。旧定義での単位の多くが「自然現象等を観測して得た結果の定数倍」である一方、新定義の多くでは自然法則・現象を大前提とした表現をとっている。具体的には、基本的な物理定数や物質に固有の物性値を一切の不確かさがない固定された数値として定義し、それらとの関係（自然法則）と整合するように単位を定めるといった文言となっている。

### 秒
時間の単位である秒の定義については上述の文言の変化があるが、セシウム133のスペクトル観測を問題にするかぎりは、実質的な変更はない。単位としての秒の位置付けを宣言したのちに、当該原子の超微細構造の計測についてより詳しい説明が加えられている。
旧定義
| 秒は、セシウム133原子の基底状態の 2 つの超微細準位間の遷移に対応する放射の周期の 9192631770 倍の継続時間である。 |

新定義
| 秒（記号は s）は、時間のSI単位であり、セシウム周波数 ΔνCs 、すなわち、セシウム133原子の摂動を受けない基底状態の超微細構造遷移周波数を単位 Hz (s−1 に等しい) で表したときに、その数値を 9192631770 と定めることによって定義される。 |

### メートル
長さの単位であるメートルの定義については、既に今回の再定義の時点でメートル原器による古い定義の廃止は済んでおり、今回変更された定義においても光速が不変量（物理定数）であることを前提とした定義であることには変更はない。ただし、単位を規定する文言が冒頭に加わり、内容も自然法則に重きをおいた表現となった。なお、メートルの定義は、光速のほかに秒の定義にも依存している。
旧定義
| メートルは、1 秒の 1/299792458 の時間に光が真空中を伝わる行程の長さである。 |

新定義
| メートル（記号は m）は、長さのSI単位であり、真空中の光の速さc を単位 m s−1 で表したときに、その数値を299792458 と定めることによって定義される。ここで、秒はセシウム周波数 ΔνCs によって定義される。 |

### キログラム
質量の単位であるキログラムの定義は根本的に変更された。旧定義は「国際キログラム原器の質量」によるものであるが、新定義から当該原器は排除された。これにより、人の手による有形的存在としての原器類は、SIでは一切用いられなくなった。新しい定義では、プランク定数を定義された不確かさのない値として定め、このうえで自然法則に整合する質量の単位（キログラム）として定められている。旧定義はキログラム原器（ただし不確かさがある）のみが定義の要素であったが、新定義のキログラムは、プランク定数の他に、秒とメートルの各定義に依存するようになった。
新定義において重要なプランク定数を定義値として採用するにあたっては、当時において観測結果から得ていた複数のプランク定数の値を参照し、信頼性の高い値を定義値として決める必要があった。この検討に際しては、2015年から2017年にかけて報告されたプランク定数の8つの実験値を鑑みて決定された。そのうちの4つは、ワット天秤を用いて直接測定されたものである。残りの4つは、X線結晶密度法で測定されたアボガドロ定数から、モルプランク定数を介して得られたものである。
旧定義
| キログラムは質量の単位であり、国際キログラム原器の質量に等しい。 |

新定義
| キログラム（記号は kg）は質量のSI単位であり、プランク定数 hを単位 J s （kg m2 s−1 に等しい）で表したときに、その数値を 6.62607015×10−34 と定めることによって定義される。ここで、メートルおよび秒は c および ΔνCs に関連して定義される。 |

### アンペア
電流の単位であるアンペアの定義は大幅な見直しが行われた。旧定義の単位電流の大きさは、充分な精度をもって現示するのが難しいという問題があった。新定義は、電気素量を用いた直感的な定義となった。今回のアンペアの再定義における電気素量は、不確かさのない固定された値として新たに定められた。この変更により、アンペアの定義はキログラムとメートルの定義に依存しなくなった。ただし、秒の定義には引き続き依存する。
電気素量を定義値としたことで、電気素量と密接な関係にある真空の誘電率、真空の透磁率および真空の特性インピーダンスは、かつては定義値であったが、今回の再定義によって不確かさのある値（電気素量をはじめとする他の定義値により自然法則から観測して得る値）となった。
旧定義
| アンペアは、無限に長く、無限に小さい円形断面積を持つ 2 本の直線状導体を真空中に 1 メートルの間隔で平行においたとき、導体の長さ 1 メートルにつき 2×10−7 ニュートンの力を及ぼしあう導体のそれぞれに流れる電流の大きさである。 |

新定義
| アンペア（記号は A）は、電流のSI単位であり、電気素量 e を単位C（A s に等しい）で表したときに、その数値を 1.602176634×10−19 と定めることによって定義される。ここで、秒は ΔνCs によって定義される。 |

### ケルビン
温度の単位であるケルビンの定義は根本的に変更された。旧定義は、地球上の物質である水の状態変化に関する温度（三重点）の測定によって温度目盛りを定義するものであった。新定義は、熱力学・統計力学における基本的な物理定数であるボルツマン定数を用いる。ボルツマン定数を不確かさのない固定された定義値として定めることにより、熱現象にかかわる自然現象を通じて、ケルビンは定義されるようになった。
旧定義は水の三重点（ただし不確かさのある値である）のみに依存していたが、ケルビンの新定義は秒とメートル、キログラムの定義に依存することになった。
旧定義
| 熱力学温度の単位ケルビンは、水の三重点の熱力学温度の 1/273.16 である。 |

新定義
| ケルビン（記号は K）は、熱力学温度のSI単位であり、ボルツマン定数 k を単位 J K−1（kg m2 s−2 K−1 に等しい）で表したときに、その数値を1.380649×10−23 と定めることによって定義される。ここで、キログラム、メートルおよび秒は h 、 c および ΔνCs に関連して定義される。 |

### モル
物質量の単位であるモルの定義は根本的に変更された。旧定義は、特定の物質（炭素12）に固有の性質とキログラムの定義によっていた。新定義では、アボガドロ数あるいはアボガドロ定数（単位物質量に含まれる構成要素の数）を不確かさのない定義値とすることで定められている。今回の定義の変更により、モルはキログラムの定義に依存しなくなった。のみならず、定義値のアボガドロ定数（アボガドロ数）のみによって定められており、他のいかなる単位の定義（すなわち他の物理定数や物質の特性値）にも依存しない単位となった。
この定義の変更によって、従来は定義値であったいくつかの物理量や物質固有の物性値に不確かさが生じるようになった（後述）。
旧定義
| 1. モルは、0.012 kg の炭素12に含まれる原子と等しい数の構成要素を含む系の物質量である。 2. モルを使うときは、要素粒子が指定されなければならないが、それは原子、分子、イオン、電子、その他の粒子またはこの種の粒子の特定の集合体であってよい。 |

新定義
| モル（記号は mol）は物質量のSI単位であり、1 モルには、厳密に 6.02214076×1023 の要素粒子が含まれる。この数は、アボガドロ定数NAを単位 mol−1 で表したときの数値であり、アボガドロ数と呼ばれる。 系の物質量（記号はn）は、特定された要素粒子の数の尺度である。要素粒子は、原子、分子、イオン、電子、その他の粒子、あるいは、粒子の集合体のいずれであってもよい。 |

モルの定義の変更が他の物理量・単位に与えた影響
モルの再定義に伴い、以下の値は不確かさのある値、すなわち観測・実験によって得られる値となった。
- 12Cのモル質量: 旧定義では正確に12 g/molであった。新定義では、11.9999999958(36) g/molである[31]。
- モル質量定数: 旧定義では正確に1 g/molであった。新定義では、0.99999999965(30) g/molである[32]。
- 0.012 kgの12Cの物質量: 旧定義では正確に1 molであった。

次の値は、旧定義でも新定義でも、不確かさのある値である。
- 0.012 kgの12Cに含まれる原子数: 旧定義ではアボガドロ定数に不確かさがある為、新定義ではアボガドロ定数と無関係な数値となった為、それぞれ不確かさがある。

統一原子質量単位（ダルトン）の定義は、現行どおり12Cの質量の1/12のままである。よって、ダルトンを単位とする限りは、新旧の定義によらず以下の値に影響・変化はない。
- ダルトンで表したときの12Cの質量: 新しい国際単位系の定義でも、現行どおり正確に12 ダルトンである。キログラムで表したときに不確かさのある値となることも、現行どおりである。
- ダルトンで表したときの原子質量定数: 現行通り正確に1 ダルトンである。キログラムで表したときに不確かさのある値となることも、現行どおりである。

なお、先述の通りボルツマン定数も定義値であり、アボガドロ定数もこの定義で定義値となった。したがって、これらの積である気体定数も不確かさのない定義値となった。

### カンデラ
光度の単位であるカンデラの定義は、上述の自然法則に重きをおいた表現に変更されたほかは、実質的な変更はなされていない。周波数が 540×1012 Hz の単色光の視感効果度の値は、再定義の前後で変わらず固定された不確かさのない定義値のままである。また、秒とメートル、キログラムの定義に依存するという点も、再定義の前後で変更はない。
旧定義
| カンデラは光度の単位であり、周波数 540×1012 ヘルツの単色放射を放出し、所定方向の放射強度が 1/683 ワット毎ステラジアンである光源のその方向における光度と定義される。 |

新定義
| カンデラ（記号は cd )は、所定の方向における光度のSI単位であり、周波数 540×1012 Hz の単色放射の視感効果度 Kcd を単位 lm W−1（cd sr W−1 あるいは cd sr kg−1 m−2·s3 に等しい）で表したときに、その数値を 683 と定めることによって定義される。ここで、キログラム、メートルおよび秒は h 、 c および ΔνCs に関連して定義される。 |

## 再現性への影響
今回のSI基本単位の定義の変更は、「実践的技術」を用いた基本単位の再現において、以下の表のように不確かさに改善をもたらした。具体的には、アンペアの定義において相対的な不確かさはおよそ1/36に減少した。改訂が実質的な内容に及んだ他の単位（kg, Kおよびmol）も旧定義においての相対的不確かさの小ささを維持できており、このことは新定義の受容において重要である。
| 新旧のSI基本単位の定義において、対応する物理定数・物性値の物理学的測定の相対的不確かさ | 新旧のSI基本単位の定義において、対応する物理定数・物性値の物理学的測定の相対的不確かさ | 新旧のSI基本単位の定義において、対応する物理定数・物性値の物理学的測定の相対的不確かさ | 新旧のSI基本単位の定義において、対応する物理定数・物性値の物理学的測定の相対的不確かさ | 新旧のSI基本単位の定義において、対応する物理定数・物性値の物理学的測定の相対的不確かさ |
| 単位                                                                                   | 参照される定数                                                                         | 記号                                                                                   | 旧定義                                                                                 | 新定義                                                                                 |
| -------------------------------------------------------------------------------------- | -------------------------------------------------------------------------------------- | -------------------------------------------------------------------------------------- | -------------------------------------------------------------------------------------- | -------------------------------------------------------------------------------------- |
| s                                                                                      | セシウム133の基底状態の超微細構造の周波数                                              | ΔνCs                                                                                   | ΔνCsを定義値として、sには 1×10−14                                                      | ΔνCsを定義値として、sには 1×10−14                                                      |
| m                                                                                      | 光速                                                                                   | c                                                                                      | cを定義値として、mには2.5×10−8                                                         | cを定義値として、mには2.5×10−8                                                         |
| kg                                                                                     | 国際キログラム原器の質量                                                               | m (K)                                                                                  | 定義値                                                                                 | 5.0×10−8                                                                               |
| kg                                                                                     | プランク定数                                                                           | h                                                                                      | 5.0×10−8                                                                               | 定義値                                                                                 |
| A                                                                                      | 磁気定数                                                                               | μ0                                                                                     | 定義値                                                                                 | 6.9×10−10                                                                              |
| A                                                                                      | 電気素量                                                                               | e                                                                                      | 2.5×10−8                                                                               | 定義値                                                                                 |
| K                                                                                      | 水の三重点の温度                                                                       | TTPW                                                                                   | 定義値                                                                                 | 1.7×10−6                                                                               |
| K                                                                                      | ボルツマン定数                                                                         | k                                                                                      | 1.7×10−6                                                                               | 定義値                                                                                 |
| mol                                                                                    | 12Cのモル質量                                                                          | M (12C)                                                                                | 定義値                                                                                 | 1.4×10−9                                                                               |
| mol                                                                                    | アボガドロ定数                                                                         | NA                                                                                     | 1.4×10−9                                                                               | 定義値                                                                                 |
| cd                                                                                     | 540 THzの単色光の視感効果度                                                            | Kcd                                                                                    | 定義値                                                                                 | 定義値                                                                                 |